# Джузеппе Бріньйоле
Джузеппе Бріньйоле (італ. Giuseppe Brignole, 6 жовтня 1906, Нолі - 30 липня 1992, Нолі) — італійський військовик, учасник Другої світової війни, перший, хто був нагороджений Золотою медаллю «За військову доблесть» під час Другої світової війни.

## Біографія
Джузеппе Бріньйоле народився 6 жовтня 1906 року в Нолі. У 1928 році був мобілізований на флот. У листопаді того ж року закінчив офіцерські курси і отримав звання гардемарина. Ніс службу на крейсері «Куарто» та гідроавіаносці «Джузеппе Міралья». У 1933 році отримав звання молодшого лейтенанта. 
У 1935 році закінчив Генуезький університет за спеціальністю економіка. Того ж року у зв'язку з початком Другої італо-ефіопської війни та Громадянської війни в Іспанії знову був призваний на службу. У 1937 році отримав звання лейтенанта і переведений в Массауа.
24 квітня 1940 був призначений командиром міноносця «Калатафімі», який базувався у Ла-Спеції.
10 червня 1940 року Італія вступила у Другу світову війну. Вже 14 червня французький флот здійснив обстріл Генуї. «Калатафімі», що був єдиним італійським кораблем у тій зоні, вступив у бій з французьким флотом. За ці дії Джузеппе Бріньйоле був нагороджений Золотою медаллю «За військову доблесть».
Надалі «Калатафімі» в основному здійснював супровід та охорону конвоїв.
Джузеппе Бріньйоле залишався командиром корабля до капітуляції Італії 8 вересня 1943 року. На той момент «Калатафімі» перебував Піреї. Джузеппе Бріньйоле відмовився від співпраці з Італійською соціальною республікою і був заарештований німцями. Спочатку він був поміщений у табір військовополонених у Бад-Зульца, потім у Львові. У січні 1944 року переведений у табір військовополонених в Дембліні, а через два місяці - у табір в Зандбостелі. Після чергової відмови від співпраці  Джузеппе Бріньйоле був переведений в табір військовополонених у Бад-Фаллінгбостелі, де перебував до  квітня 1945 року, коли табір був звільнений британцями. Протягом усього періоду ув'язнення він зберіг прапор з «Калатафімі».
Повернувся на батьківщину у вересні 1945 року, де отримав звання капітана III рангу з вислугою від 1 січня 1944 року. У 1947 році вийшов у запас, у 1955 році вийшов у відставку у званні капітана II рангу.
Помер у Нолі 30 липня 1992 року.

## Нагороди
- Золота медаль «За військову доблесть»
- Бронзова медаль «За військову доблесть» (нагороджений двічі)
- Хрест «За військові заслуги»  (нагороджений двічі)